# Kastik
Kastik (latinsko: Casticus), vladar galskega plemena Sekvanov iz vzhodne Galije. Vladarski položaj je nasledil od svojega očeta Katamantaleda. Rimski senat mu je priznal položaj "prijatelja rimskega ljudstva".  Datuma rojstva in smrti nista znana.
Leta 60 pr. n. št. je bil udeležen v zaroti, v kateri si je nameraval s helvetskim poglavarjem Orgetoriksom in edujskim poglavarjem Dumnoriksom razdeliti oblast v Galiji. Zaroto so odkrili in preprečili Helveti.

## Sklic
1. ↑  Julij Cezar, Komentarji galskih vojn.